# Pouce (film, 1971)
Pour les articles homonymes, voir Pouce.
Pour plus de détails, voir Fiche technique et Distribution.
Pouce est un film français de Pierre Badel sorti en 1971.

## Fiche technique
- Titre  original : Pouce
- Réalisateur :Pierre Badel
- Scénaristes :Guy Bedos et Sophie Daumier
- Montage :  Albert Jurgenson
- Chef décorateur :  Claude Pignot
- Musique du film :  Jacques Loussier
- Directeur de la photographie : Ghislain Cloquet
- Genre : comédie
- Durée : 1h30

## Distribution
- Karyn Balm : Manon
- Sophie Daumier : son propre rôle
- Guy Bedos  : son propre rôle
- Madeleine Clervanne : La supérieure du couvent
- Liliane Berton : La mère de Sophie
- Jean Guerlis : Le répétiteur
- Arlette Téphany  : La mère de Guy
- Jean Bouchaud : Le père de Guy
- Katharina Renn : Mamy
- Paul Demange
- Jacques Bedos
- Serge Janin